# Destroy All Humans! Path of the Furon
Destroy All Humans! Path of the Furon é um jogo de videogame da série Destroy All Humans! lançado para PS3 e Xbox 360. O jogo se passa em 1970 e é o quarto jogo "Destroy All Humans!" a ser lançado, e é o terceiro da trilogia Destroy All Humans!. Foi lançado em 1 de dezembro de 2008 nos EUA para Xbox 360.